# ローレライ

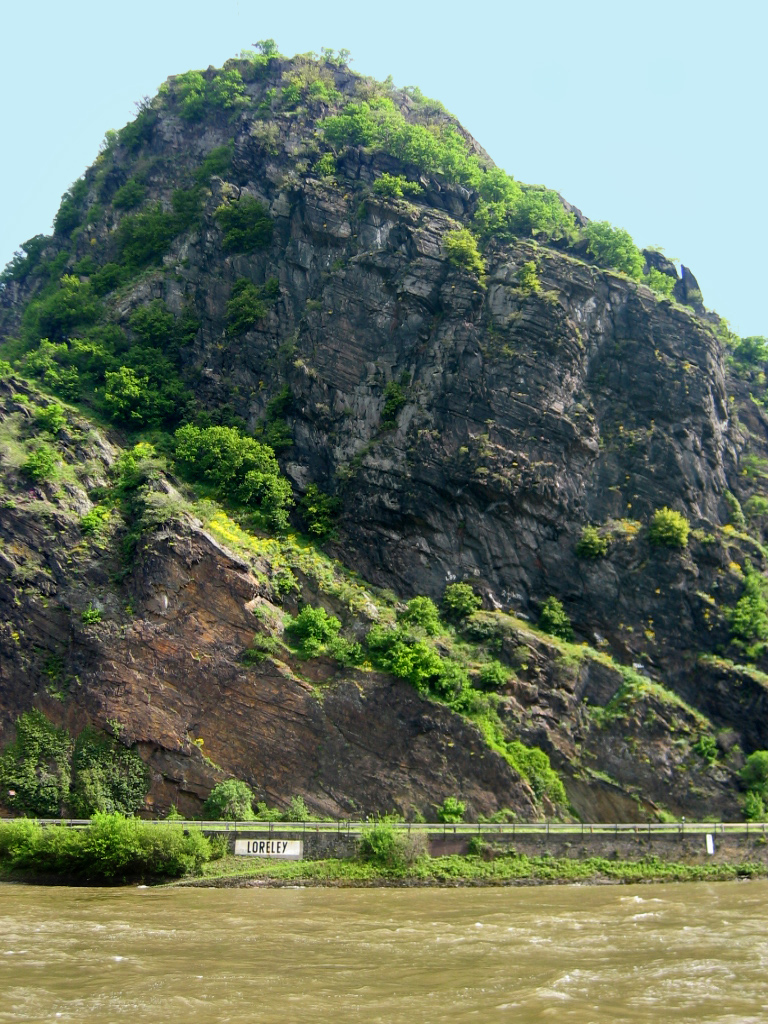
ライン川にそびえるローレライ

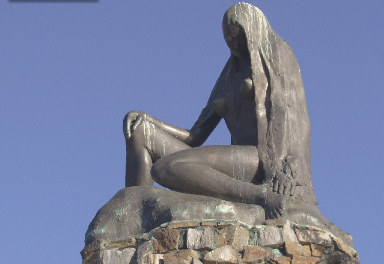
ローレライ像

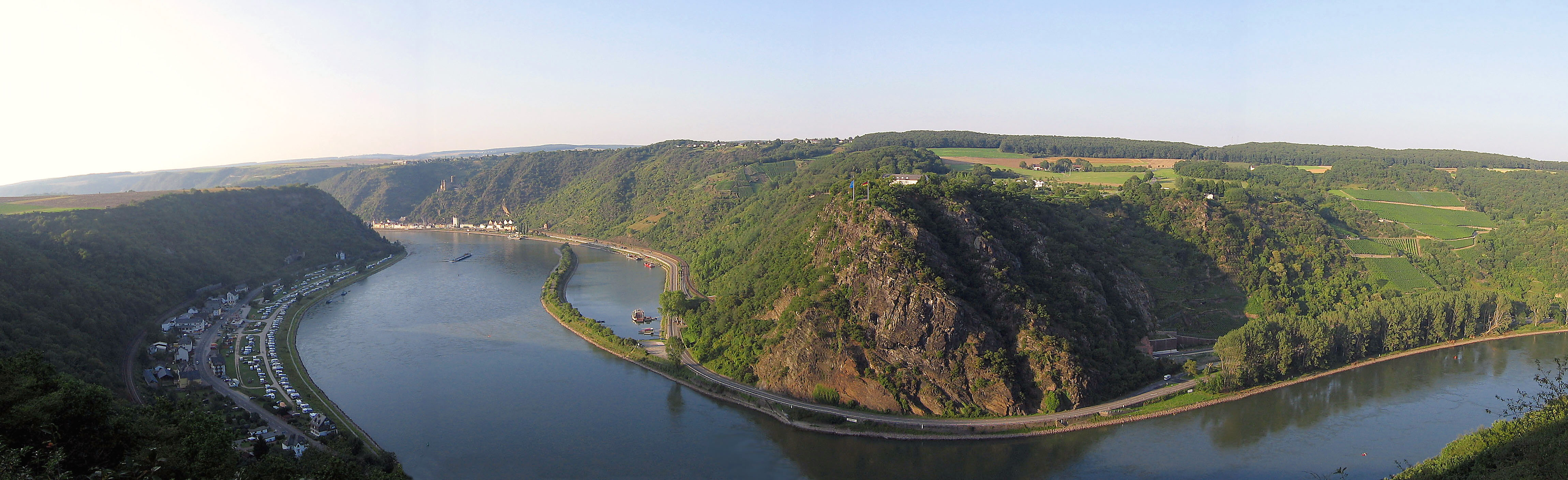
対岸より眺めたローレライ岩

ローレライ（ドイツ語: Loreley [loːrəˈlai, ˈloːrəlai]）は、ドイツのラインラント＝プファルツ州のライン川流域の町ザンクト・ゴアールスハウゼン近くにある、水面から130mほど突き出た岩山、あるいはその岩にいるとされる精霊の伝承のことである。伝承を基にしたハインリヒ・ハイネの同名の詩もまた有名である。

## 語源とローレライ岩
「見張りをする」を意味する中高ドイツ語>lûren<（現代のドイツ語で>lauern<）と「岩」を意味するライン方言>Lei<（中高ドイツ語>leie<,>lei<の仲間）からなるLurley, Lurleiが古い形、後にLoreley,Loreleiとなった。「見張りをする岩」（Felsen, von dem man Ausschau hält）ほどの意味。
この岩山は、スイスと北海をつなぐライン川の中で、一番狭いところにあるため、流れが速く、また、水面下に多くの岩が潜んでいることもあって、かつては航行中の多くの舟が事故を起こした。
この「ローレライ付近は航行の難所である」ことが、「岩山にたたずむ美しい少女が船頭を魅惑し、舟が川の渦の中に飲み込まれてしまう」という伝承に転じ、ローレライ伝説が生まれた。
現在は幾度にも亘る工事により大型船が航行できるまでに川幅が広げられ、岩山の上には、ローレライセンター (Besucherzentrum Loreley) が建てられている。
ライン川下りは、ドイツの観光として有名であるが、ローレライ周辺は、ブドウ畑や古城が建ち並ぶ、見所の多い辺りである。また、この岩山に向かって叫ぶと木霊が返ってくるため、舟人たちの楽しみにもなっていたともいわれている。

## ローレライ伝説群とそれを基にした作品
ローレライはこの岩山を表すと同時に、この岩の妖精、あるいはセイレーンの一種でもあり、ドイツの伝承に由来する、多くの伝説群にしばしば結びつけられている。最も知られているのは、ハイネの "Ich weiss nicht was soll es bedeuten" （何がそうさせるのかはわからないが）で始まる詩であるが、いくつかのバリエーションの物語が伝わっている。多くの話に共通するモチーフとしては、ローレライとは不実な恋人に絶望してライン川に身を投げた乙女であり、水の精となった彼女の声は漁師を誘惑し、破滅へと導くというものである。
史料の上では、この岩は10世紀/11世紀の «Codex Fuldenses»という文書に «Mons Lurlaberch»として初めて登場した。13世紀の詩人（ミンネジンガー）のデア・マルナーが語る伝説では、岩の下にはニーベルングの黄金が眠っていると伝えているが、この話は、妖精の女王ホルダの伝承と関連がある。彼女はおそらく、フレンシュタインで髪を梳いており、彼女を見た者は視界を失って、訳も分からずに彼女の声に魅了されてしまうのであろう。この伝説は、クレメンス・ブレンターノが、自身の作として1801年に発表した "Godwi" という小説の作中の "Zu Bacharach am Rheine" という詩で有名な神話群の仲間入りをした。
ハインリヒ・ハイネの詩でも有名である。また、ヨハン・シュトラウス1世もワルツ『ローレライ＝ラインの調べ』を作曲しているが、これの具体的な題材については詩なのか伝説そのものなのか明らかでない。
20世紀には、風刺的なパロディ風のローレライ像が現れた。例えば、トーマス・マンは、『詐欺師フェーリクス・クルルの告白』において、主人公の父親を発泡酒生産工場の経営者としているが、その銘柄は«Loreley extra cuvée»（「ローレライ　特級」）と称している。エーリヒ・ケストナーの詩では、この岩の上には鉄棒と平行棒を備えた体操場があり、そこで倒立した体操の選手が落下して死亡する。

### ハイネのローレライ
『歌の本』「帰郷」の節の二番目の詩がこのローレライにまつわる詩である。1838年にジルヒャーが作曲し、有名になった。日本語の訳詞は明治42年（1909年）の『女声唱歌』にある近藤朔風の「なじかは知らねど」に始まる訳詞でよく歌われる。
| ドイツ語原詩 Ich weiß nicht, was soll es bedeuten, Daß ich so traurig bin; Ein Märchen aus alten Zeiten, Das kommt mir nicht aus dem Sinn. Die Luft ist kühl und es dunkelt, Und ruhig fließt der Rhein; Der Gipfel des Berges funkelt Im Abend sonnen schein. Die schönste Jungfrau sitzet Dort oben wunderbar, Ihr gold’nes Geschmeide blitzet, Sie kämmt ihr gold’nes Haar. Sie kämmt es mit gold’nem Kamme, Und singt ein Lied dabei; Das hat eine wundersame, Gewaltige Melodei. Den Schiffer im kleinen Schiffe, Ergreift es mit wildem Weh; Er schaut nicht die Felsenriffe, Er schaut nur hinauf in die Höh' Ich glaube, die Wellen verschlingen Am Ende Schiffer und Kahn; Und das hat mit ihrem Singen Die Lorelei getan. | 日本語訳（GFDL） 私には分からない、何がこうさせるのか、 私がこのように悲しいのか。 古くからある伝説が 私の頭から離れない。 空気も冷たくて、暗くなってきて、 そしてライン川は穏やかに流れている。 山の頂上が輝いている、 夕方の陽差しの中で。 最も美しい乙女が座っている、 そこに、素晴らしい姿で。 彼女の黄金の衣装が一目見えて、 彼女は金色の髪を梳かしている。 彼女は金色の櫛で梳かす、 そして歌を歌う。 その歌には不思議な、 力強いメロディーがある。 小船の水夫は、 激しい感情でそれをつかもうとして。 彼には岩礁が、目に入らない。 彼はただ、上を見上げるだけだ。 私は思う、波が飲み込む 結局、船頭と小船を。 そして、関係があるのは 彼女の歌とローレライの岩と。 | 近藤朔風訳詩 なじかは 知らねど、 心わびて 昔の伝えは そぞろ身にしむ。 わびしく暮れゆく ラインの流れ、 入日に山々 赤く映ゆる。 うるわしおとめの いわに立ちて こがねのくし取り 髪の乱れを、 ときつつ口ずさぶ。 歌の声の、 くすしき力に たまもまよう。 こぎゆく舟びと 歌にあこがれ。 岩根もみやらず 仰げばやがて 波間にしずむる 人も舟も。 くすしき魔歌（まがうた） 歌うローレライ。 |

ナチスのブーヘンヴァルト強制収容所を生き延びたスペインの作家 Jorge Semprún (1923年生まれ)は、1994年刊行の著書 L’écriture ou la vie（仮訳「書くこと あるいは 生きること」）において、強制収容所では囚人同士で様々の詩を暗唱しあったが、ハイネの「ローレライ」は皆を＞une indicible allégresse＜（仮訳「途轍もなく楽しい気持ち」）にさせてくれたと記している。
また、この詩にはフランツ・リストやクララ・シューマンなども曲を付けている。

### ブレンターノのローレライ
キャロル・ローズが著した『世界の妖精神話事典』 では、ローレライは古くからある伝承ではなく、ブレンターノの創作であると記されている。グリム兄弟『ドイツ伝説集』にはローレライをめぐる伝説は収録されていない。
ブレンターノの詩では、ローレライが妖精になる前のこととライン川に飛び込むまでが描かれている。
詩に描かれたローレライは、見る者を虜にしないではおかない美女であり、多くの男達の面目をも失わせてしまうこともあった。裁きの場に出された彼女は、恋人の裏切りに絶望していたこともあって、死を願うが叶えられず、修道院へと送られた。道中で、最後の思い出に岩山から恋人がかつて住んでいた城を見たいと願い出、岩山の上からライン川へと身を投げた。
この詩は、19世紀には多くのオペラや歌曲、短編などの題材となっており、ヘルマン・ゼーリガー (Hermann Seeliger) の "Die Loreleysage In Dichtung Und Musik (1898)" （詩と音楽におけるローレライ伝説）の中で数え上げられている。ギョーム・アポリネールの翻案を引用したショスタコーヴィチの交響曲第14番（第3楽章）もその影響の一つである。

## 典拠文献
1. ↑   Dieter Berger: Duden, geographische Namen in Deutschland: Herkunft und Bedeutung  der Namen von Ländern, Städten, Bergen und Gewässern. Mannheim/Leipzig/Wien/Zürich: Dudenverlag, 1993 (ISBN 3-411-06251-7), S. 172.
2. 1 2  『地球の歩き方 A14 ドイツ 2004-2005年版』1987年初版 2004年7月第17版　ダイヤモンド社
3. ↑  Gertrude Cepl-Kaufman / Antje Johanning: Mythos Rhein. Zur Kulturgeschichte eines Stromes. Darmstadt: Wissenschaftliche Buchgesellschaft 2003 (ISBN 3-534-15202-6), S. 241.
4. ↑  Gertrude Cepl-Kaufman / Antje Johanning: Mythos Rhein. Zur Kulturgeschichte eines Stromes. Darmstadt: Wissenschaftliche Buchgesellschaft 2003 (ISBN 3-534-15202-6), S. 248-249.
5. ↑  ローレライ　歌詞の意味・和訳（世界の民謡・童謡）
6. ↑  天谷秀・近藤朔風『女聲唱歌』共益商社書店　1910.4 訂正再版 NCID BA78534652
7. ↑  ローレライ-歌詞-鮫島有美子（KKBOX）
8. ↑  Gedichte fürs Gedächtnis zum Inwendig-Lernen und Auswendig-Sagen. Ausgewählt und kommentiert von Ulla Hahn. Mit einem Nachwort von Klaus von Dohnanyi. Stuttgart (Deutsche Verlags-Anstalt) 1999, 15.Auflage 2005 (ISBN 3-421-05147-X), S. 127.
9. ↑  キャロル・ローズ著 松村一男編訳『世界の妖精・妖怪事典』原書房 2003年
10. ↑  Brüder Grimm: Deutsche Sagen. Bd. 1 und 2. Herausgegeben von Hans-Jörg Uther. München: Diederichs 1993 (ISBN 3-424-01177-0). – Bd. 3. Herausgegeben von Barbara Kindermann-Bieri. München: Diederichs 1993 (ISBN 3-424-01177-0).

座標: 北緯50度08分22秒 東経7度43分44秒 / 北緯50.13944度 東経7.72889度